# 国际社会主义组织 (德国)
国际社会主义组织（德語：Internationale Sozialistische Organisation，缩写为ISO）是德国的一个托洛茨基主义组织。该组织成立于2016年12月，由国际社会主义左翼和革命社会主义联盟合并而成，这两个组织都是第四国际在德国的支部，合并后的组织也仍然是第四国际支部。该组织的成员在左翼党内部活动。该组织出版《社会主义报》。